# 의성 상리리 충렬사
의성 상리리 충렬사(義城 上里里 忠烈祠)는 대한민국 경상북도 의성군 의성읍 상리리에 있다. 2014년 5월 28일 의성군의 문화유산 제28호로 지정되었다.

## 개요
충렬사는 고려 개국공신으로 후백제 견훤이 태조 12년(929)에 의성부를 공격해 왔을 때 이를 맞서 싸우다 장렬히 전사한 홍술(洪術·金洪術)을 성황신으로 제사하였는데, 조선 숙종 병술년(1706년)에 김석겸(金錫兼) 등의 읍민들이 현령의 지원을 받아 지금의 충렬사를 건립했다.